# Diego Braguinsky
Diego Braguinsky Katseff (Buenos Aires, 1959) és un actor, guionista i presentador de televisió valencià d'origen argentí.

## Biografia
Amb avantpassats russos, va nàixer a la capital argentina i amb 18 anys d'edat surt del país i arriba a València el 1978 on comença a participar en grups de teatre amateur i universitari. Es forma com a actor a l'Institut Shakespeare que dirigeix Manuel Ángel Conejero.
Als inicis de la televisió valenciana Canal Nou es va fer popular com a presentador de programes com A la babalà i Amor a primera vista. Nogensmenys el 1989 va posar rostre al missatge inaugural de les emissions de TVV. El 2004 va fundar la seua pròpia companyia teatral, Ornitorrincs. Ha estat guionista de sèries com L'Alqueria Blanca i Senyor retor. També ha participat en diverses pel·lícules, com Atasco en la nacional i El gran Vázquez.